# Sangalopsis cyphara
Sangalopsis cyphara är en fjärilsart som beskrevs av Druce 1907. Sangalopsis cyphara ingår i släktet Sangalopsis och familjen mätare. Inga underarter finns listade.